# Assembleia da Mocidade Independentista
A Assembleia da Mocidade Independentista (AMI) é uma organização política independentista galega formada por gente nova constituída formalmente em Bueu em 1996, ainda que trabalha coordinadamente desde 1993. 
A AMI fundou-se em 1993 como organização juvenil da Assembleia do Povo Unido mas seguiu a manter a sua estrutura quando esta se dissolveu em 1995. Participou no processo Espiral que deu lugar à fundação de Nós-UP, organização que os militantes da AMI abandonaram em 2005.
A intenção da AMI é potenciar o independentismo entre a mocidade. Para isso participa na organização de centros sociais, actividades de lazer, acções de protesto, etc. Vários dos seus militantes foram detidos pela polícia acusados de actos de terrorismo. Em 24 de Julho de 2005, na véspera do Dia da Pátria Galega, dois membros de AMI foram detidos acusados de colocar um artefacto explosivo de considerável potencia na principal sede de Caixa Galicia em Santiago. Após mais de três anos em prisão, Ugío Caamanho Santiso e Giana Rodríguez Gómez foram julgados, sendo condenados a três anos, nove meses e um dia de prisão como autores dum delito de danos "com a finalidade de subverter a ordem constitucional e furto dum veículo a motor".